# Fälttåget mot Ditmarsken

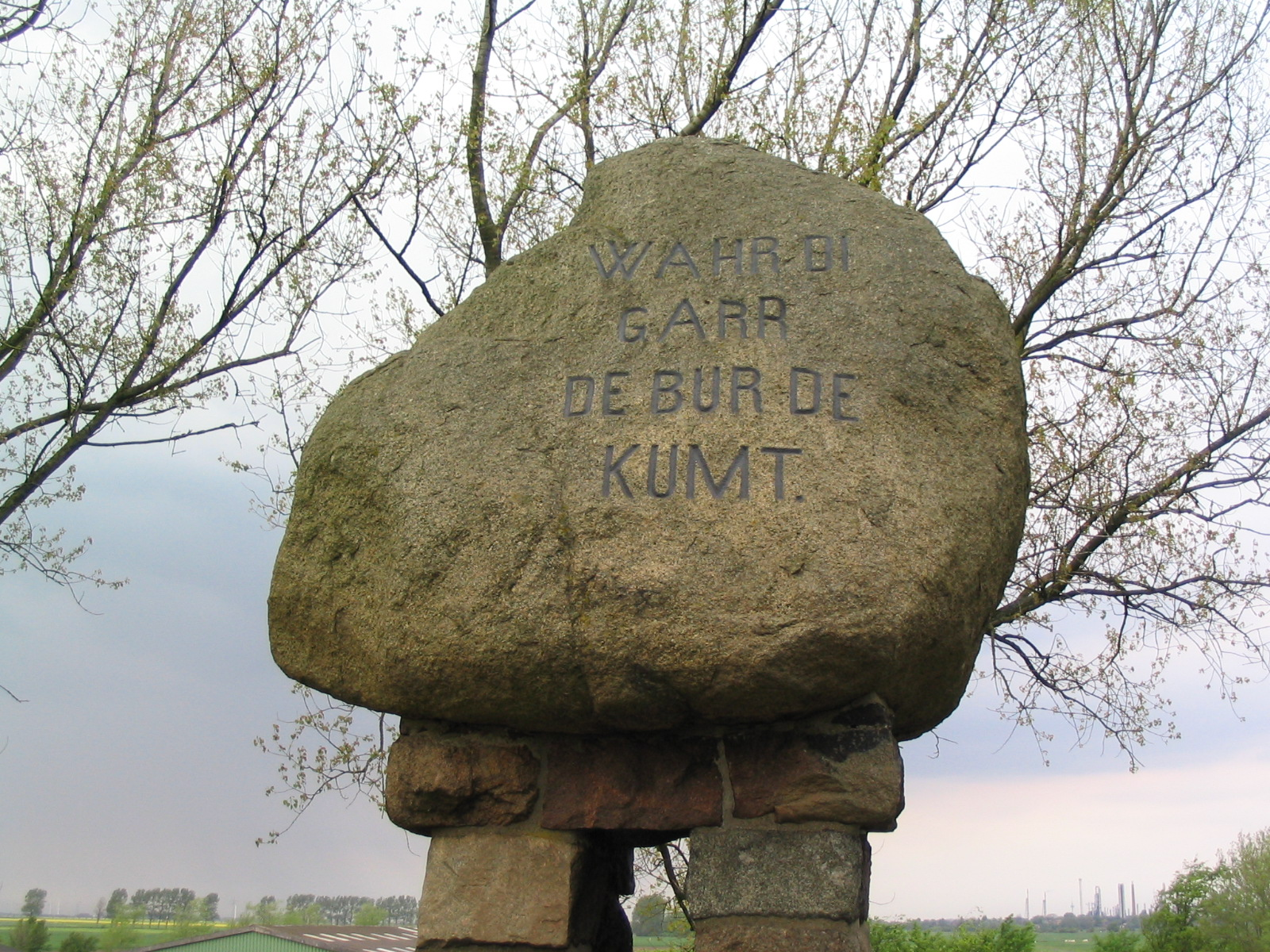
Minnessten i Epenwöhrden över slaget vid Hemmingstedt med texten "Wahr di Garr, de Bur de kumt." (Se upp gardet, för bonden som kommer)

Fälttåget mot Ditmarsken var ett danskt krigståg som ägde rum i januari och februari 1500. Den danske kungen Hans (som vid tillfället också var unionskung av Sverige) försökte kuva den självstyrda bonderepubliken Ditmarsken och inlemma den i det då danska hertigdömet Holstein. Danskarna led dock ett stort nederlag i slaget vid Hemmingstedt och tvingades ge upp Ditmarsken.

## Bakgrund
Ditmarsken ligger i nuvarande norra Tyskland, vid Nordsjöns kust mellan floderna Elbe och Eider. Redan 1227 hade området blivit en självständig republik som styrdes av självägande bönder, och de hade sedan dess lyckats värna sitt oberoende mot alla som önskade underkuva området. En fördel för försvararna var att området var flackt och hade få vägar samt dessutom var sankt, vattensjukt och fullt av diken. När grevskapet Holstein 1474 blev hertigdöme hade den tyske-romerske kejsaren även slagit fast att Holstein omfattade Ditmarsken som därmed skulle lyda under den danske kungen som även uppbar den holsteinska hertigtiteln. Ditmarskens invånare vägrade gå med på detta och ansåg sig istället lyda under ärkebiskopen av Bremen även om de länge hade gjort motstånd mot Bremen också. När kung Hans och hans bror hertig Fredrik ville kuva ditmarskerna en gång för alla tog de som förevändning att bönderna vägrade utföra dagsverken vid anläggandet av borgar i Holstein och att det hade uppstått konflikter kring sillfisket vid ön Helgoland.

## Förberedelser och uppmarsch
Sedan kung Hans hade försäkrat sig om att Hansan skulle förhålla sig neutral drog han i januari 1500 samman en stor här i Holstein, som samlades i Neumünster. Det danska och holsteinska adelsrytteriet räknade 2 000 man och förstärktes med 1 000 legoknektar från Sachsen ledda av den i samtiden beryktade härföraren Thomas Schlentz. Tillsammans med utskrivet fotfolk från danska och holsteinska städer och härader räknade den kombinerade dansk-holsteinska hären uppåt 10 000 man. Eftersom angriparna förväntade sig en snabb och enkel seger, förde de också med sig en mängd trossvagnar för att kunna frakta hem allt plundringsbyte.
Den 11 februari marscherade hären in i området från sydöst och rörde sig först i riktning mot staden Heide. Från byn Albersdorf genomfördes ett litet skenanfall i riktning mot Heide, medan huvudhären via byarna Süderhastedt, Windbergen och Wolmersdorf gick söderut mot huvudorten Meldorf som intogs och plundrades den 13 februari. Fälttåget hade dittills gått mycket lätt och den anfallande hären hade inte stött på några bönder som hade velat underkasta sig eller kapitulera. Då Ditmarskens största samhällen redan intagits ansåg många danskar att kriget i praktiken var över. Kungen och hertigen bestämde dock att man skulle gå norrut, mot Heide, för att leta upp bönderna och besegra dem. Nu började hären dock stöta på problem eftersom vädret slog om till töväder och ösregn, så att den dittills frusna marsken inte gick att röra sig på och vägarna förvandlades till lervälling. Samtidigt öppnade bönderna slussarna vid den vägbank, som vägen var byggd på, så att Nordsjöns vatten översvämmade området. Dessutom blåste det från nordväst, alltså nästan rakt i ansiktet på den dansk-holsteinska hären, samtidigt som den hade nackdelen av att behöva hålla sig på den smala vägen eftersom det var vatten överallt runt omkring den.

## Slaget vid Hemmingstedt
Ungefär 1 000 ditmarskiska bönder hade, under ledning av Wulf Isebrand, förskansat sig på en liten höjd utanför byn Hemmingstedt. Den 17 februari hade några hundra av dem spärrat av vägen till Hemmingstedt och förskansat sig där. När den dansk-holsteinska hären närmade sig, med Thomas Schlentz sachsiska landsknektar i täten, inledde bönderna striden genom att avlossa några kanoner mot dem. Då knektarna vare sig kunde komma av vägen åt sidorna, på grund av översvämningarna, eller retirera, på grund av att den övriga hären och trossvagnarna kom bakom dem, inledde de ett våldsamt anfall mot bönderna. Knektarna kunde dock inte använda sin vanliga stridstaktik anpassad för strid i öppen terräng. Bönderna var samtidigt väl förtrogna med området, även med den vattendränkta marken och Wulf Isebrand kunde därför låta sina styrkor anfalla den dansk-holsteinska hären i flankerna och metodiskt bekämpa angriparna. Även om två anfall av bönderna slogs tillbaka blev den dansk-holsteinska hären grundligt besegrad. När kung Hans försökte sända fram förstärkningar uppstod panik eftersom det blev alldeles för mycket folk på den trånga vägen. Trossvagnarna hindrade reträttvägen trots att danskarna försökte välta dem. Många tunga ryttare fastnade i leran och tusentals danskar och tyskar drunknade i den vattendränkta marken, blev nertrampade eller dödades av ditmarskernas pilar. De sachsiska landsknektarna blev fullständigt nermejade, inklusive ledaren Thomas Schlentz, och kung Hans och hertig Fredrik var också nära att stupa innan de lyckades dra sig undan. Schlentz ska ha dödats av en viss Reimer von Wiemerstedt, men det är osäkert om denne har funnits i verkligheten eller är uppdiktad.

## Efterspel
De danska förlusterna uppgick till 7 000 stupade och 1 500 tillfångatagna, och bland de stupade fanns över 360 danska adelsmän samt bland annat två grevar av släkten Oldenburg. Enligt historikern Ulf Sundberg ska inga svenskar ha stupat i slaget, men Lars-Olof Larsson anger att det bland de stupade fanns "en rad svenska ädlingar", däribland två av riksrådet Arvid Birgersson Trolles söner.
Ett stillestånd mellan ditmarskerna och danskarna slöts den 5 maj, men trots att kung Hans beräknade att fälttåget hade kostat honom 200 000 gyllen ämnade han snart återuppta det. Detta blev dock inte av, eftersom nyheten om nederlaget spred sig mycket snabbt över Östersjöområdet och det faktum att den danska hären hade blivit besegrad av bönder innebar en stor prestigeförlust för kung Hans, vilket i sin tur ledde till att ett bondeuppror utbröt mot hans styre i Sverige året därpå.
Enligt en legend ska ditmarskernas krigsbyte efter slaget vid Hemmingstedt ha blivit så rikt, att de för lång tid framåt kunde binda sina hundar med riddarnas guldkedjor. De fortsatte att hävda sin självständighet och först 1559 kunde en dansk här under Johan Rantzaus befäl inta Heide. Området fick dock ha kvar visst självstyre till 1867, då Ditmarsken blev en del av det tyska statsbygget.